# Bažantnice (přírodní rezervace)
Bažantnice je přírodní rezervace poblíž obce Nekmíř v okrese Plzeň-sever. Oblast spravuje Krajský úřad Plzeňského kraje, odbor životního prostředí. Důvodem ochrany je cenný komplex smíšeného lesa s bohatým bylinným podrostem včetně potoční nivy, navazující na systém rybníků, kulturní floristicky bohaté louky a prameniště.

## Galerie

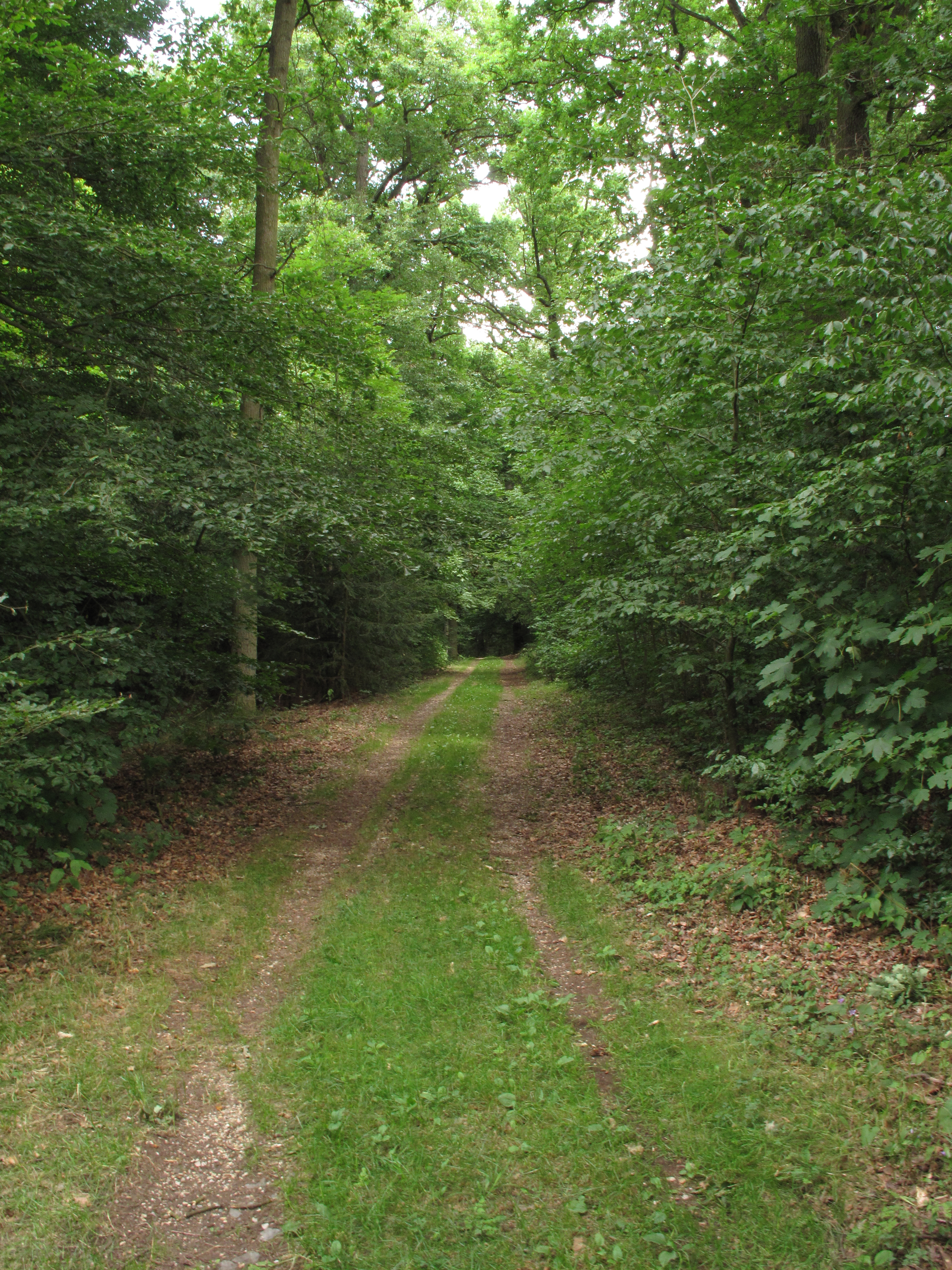
Cesta
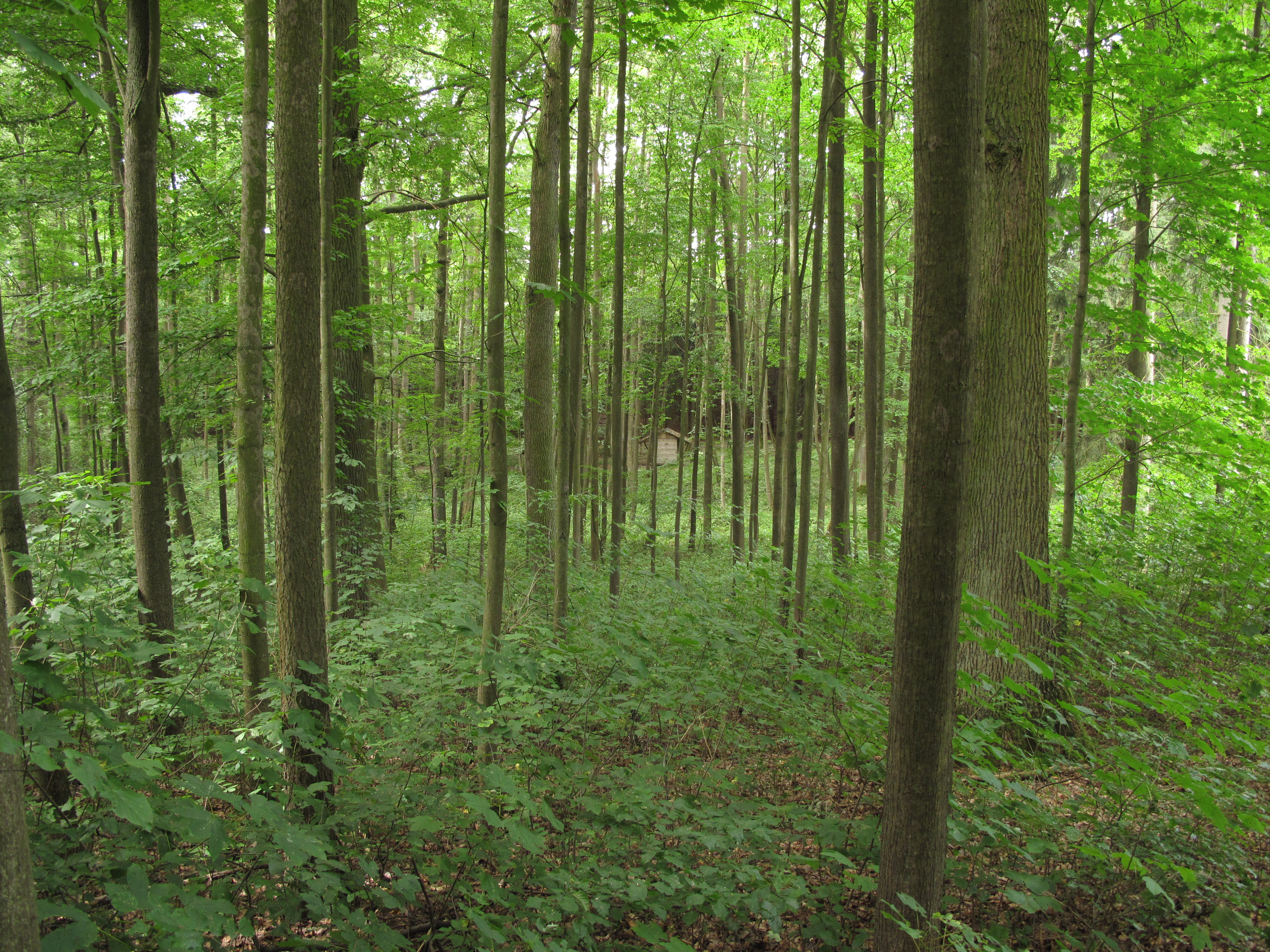
Les
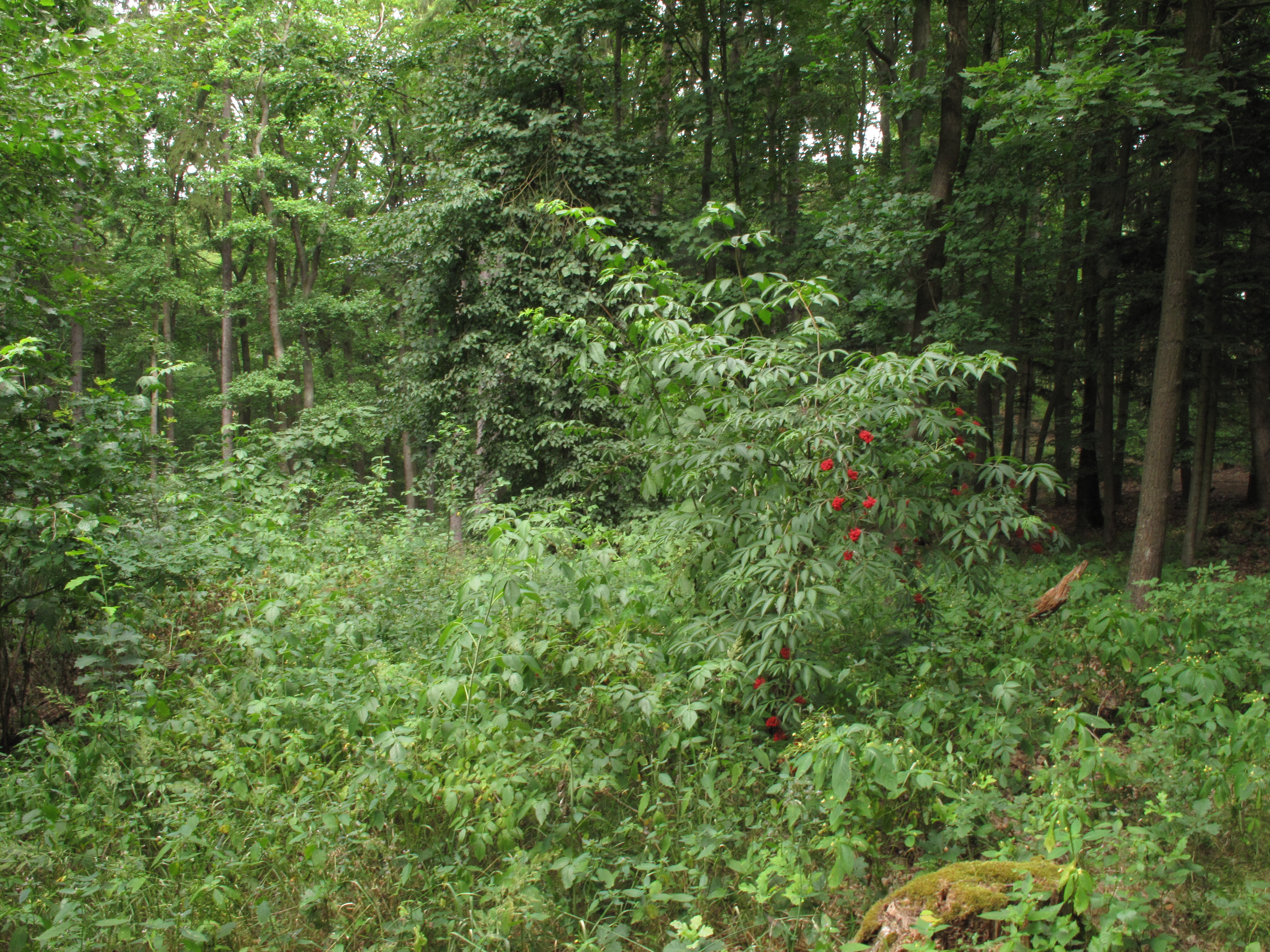
Porost
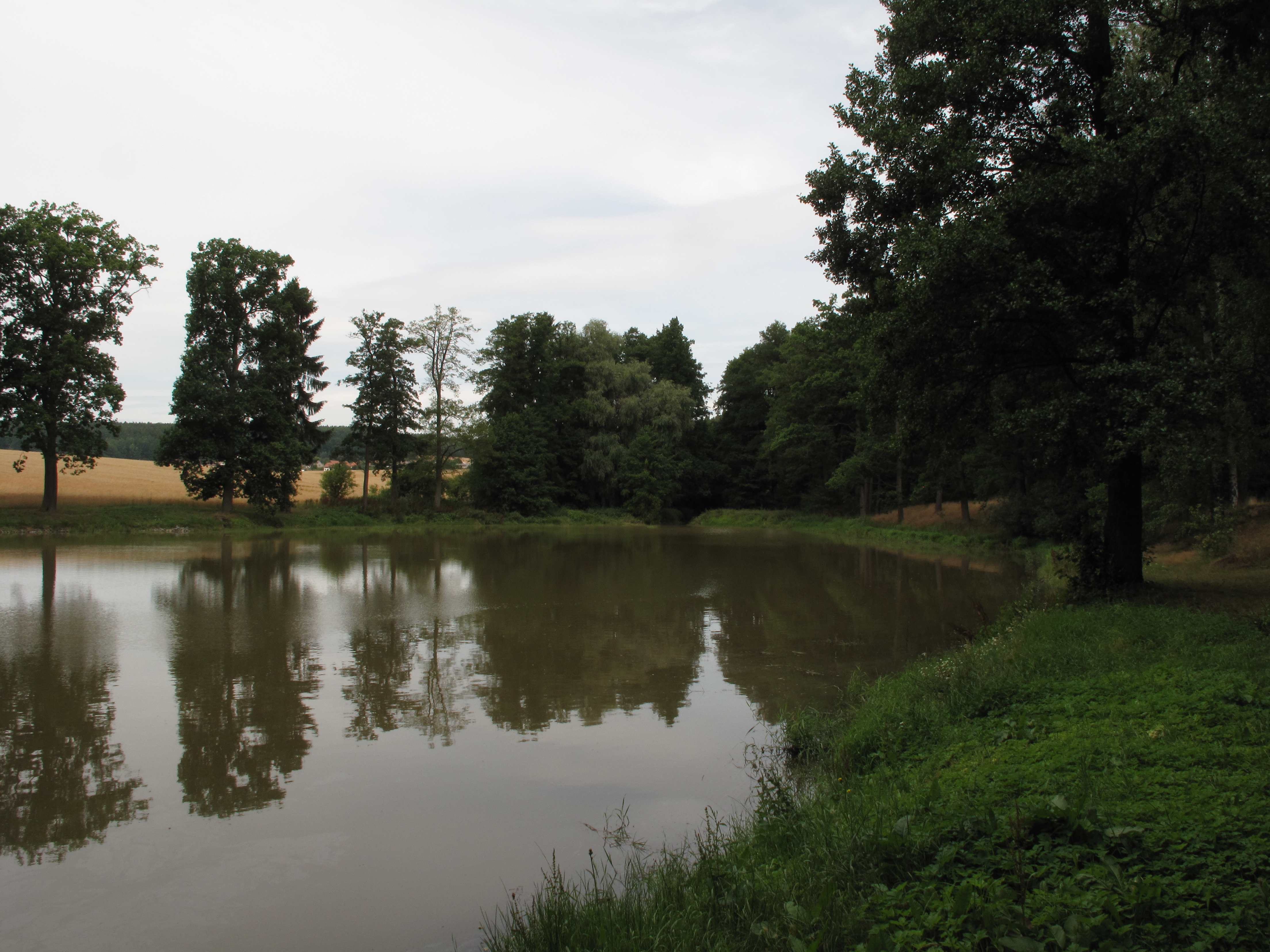
Rybník